# Der weiße Kobold
Der weiße Kobold ist eine österreichische Filmkomödie der ORF-Fernsehfilmreihe Stadtkomödie aus dem Jahr 2022 von Marvin Kren mit Frederick Lau, Maya Unger, Simon Steinhorst und Thomas Mraz. Premiere war am 7. April 2022 im Rahmen der Diagonale in Graz. Die Erstausstrahlung im ORF erfolgte am 3. April 2023. Im Ersten wurde der Film am 26. April 2023 erstmals gezeigt. Auf Flimmit wurde der Film am 27. März 2023 veröffentlicht.

## Handlung
Manfred „Freddy“ Sternthaler, ein bodenständiger und auf Korrektheit bedachter Logistiker, arbeitet als Disponent einer Wiener Speditionsfirma. Dort entdeckt Freddy illegale Geschäfte seines Chefs Zuko. Die Fahrerkarte eines Fahrers wurde verwendet, obwohl der betreffende Fahrer im Krankenstand war. Zuko schickt Freddy zum Zigarettenkaufen in die nächste Bar, wo er die Kunstagentin Ema Dragovic kennenlernt.
Freddy, der von Ema fasziniert ist, lässt sich von ihr dazu überreden, sich als deren verschwundenen Bruder auszugeben, um an einer anstehenden Kunstausstellung teilzunehmen, zu der bedeutende Sammler erwartet werden. Emas Bruder Martin ist ein begabter, aber suchtgefährdeter Künstler, der im Rausch ein Kilogramm Kokain unter seine Farben gemischt und in einem Bilderzyklus verarbeitet hat. Allerdings gehörten die Drogen nicht ihm, sondern Heinzi X, dem Betreiber eines Wiener Nachtklubs, der seinen Besitz zurückfordert. Ema ist als Drogenkurier für Heinzi X tätig und hatte eine Lieferung bei Martin im Atelier zwischengelagert.
In der Kunstausstellung macht Freddy die Bekanntschaft mit dem unberechenbaren Milliardär Laurenz Brückner, der überraschend die Bilder seiner Freundin Tara Ambramovic ausstellt, anstelle wie versprochen die Bilder von Martin. Im Atelier von Martin treffen Freddy und Ema neben Martin auf ein kleines Kind in weißer Kleidung, das Martin im Drogenrausch als seinen „weißen Kobold“ bezeichnet. Laut Martin ist ihm das Kind im Augarten zugelaufen. Ema bittet Freddy, das Kind zur Polizei zur bringen. Unterwegs trifft Freddy auf die Großmutter des Kindes, die einen Kinderschänder vermutet. Freddy wird daraufhin von der Polizei verfolgt, es gelingt ihm allerdings die Flucht.
Brückner und Heinzi X waren auf einer Auktion in London, wo Brückner Heinzi eine goldene Leberkässemmel für 35.000 Euro weggeschnappt hatte. Um den Verlust der Drogen wiedergutzumachen, fordert Heinzi von Freddy die goldene Leberkässemmel. Freddy droht seinem Chef Zuko, seine illegalen Geschäfte auffliegen zu lassen, wenn er ihn nicht unterstützt. Freddy, Martin und dessen Freund Momo gelingt es, die Semmel aus Brückners Anwesen zu entwenden. Bevor sie dieses verlassen, zündet Martin seine Gemälde an, die noch bei Brückner gelagert waren. Zuko blockiert mit seinem LKW die Einfahrt von Brückner, sodass dieser nicht die Verfolgung aufnehmen kann. Freddy bringt die goldene Leberkässemmel zu Heinzi X, der weitere 25.000 Euro fordert.
In einer Bar treffen Freddy, Martin und Ema auf Herrn und Frau Agosian, die sich von der Kunst von Martin begeistert zeigen. Nachdem Martin aber einen Teil seiner Gemälde verbrannt hatte, schlägt Freddy ihnen das Gemälde mit dem weißen Kobold vor, das sich noch im Atelier befindet. Ema bietet Freddy die Partnerschaft an, die dieser annimmt.

## Produktion und Hintergrund
Die Dreharbeiten fanden vom 15. Februar bis zum 15. März 2021 in Wien und Niederösterreich statt.
Produziert wurde der Film von der österreichischen Lotus Film der Produzenten Tommy Pridnig und Peter Wirthensohn, beteiligt waren der Österreichische und der Bayerische Rundfunk.
Die Kamera führte Martin Gschlacht. Für Ton und Tongestaltung zeichneten Dietmar Zuson und Manuel Grandpierre verantwortlich, für das Szenenbild Verena Wagner und für das Kostümbild Leonie Zykan. Die für den Film angefertigten Kunstgegenstände stammen unter anderem von Christian Anwander, Martin Grandits und Richard Hoeck.
Mit Der weiße Kobold inszenierte Marvin Kren nach Horrorfilmen und Krimis erstmals eine Filmkomödie, zu der er erstmals auch selbst das Drehbuch geschrieben hat. Inspiriert wurde Marvin Kren vom Wiener Künstler Martin Grandits.

## Rezeption
Thomas Gehringer bewertete den Film auf tittelbach.tv mit 4,5 von 6 Sternen. Die Wiener Reminiszenz an Die Zeit nach Mitternacht sei ein visuelles und musikalisches Vergnügen, der spezielle Humor  selbstreferenziell, albern und absurd. Die wienerischen Dialoge seien für deutsche Ohren bisweilen eine Herausforderung.
Oliver Alexander schrieb auf Quotenmeter.de, dass sich der Film keiner klaren Genre-Zuordnung unterwerfen lasse. Mitunter das größte Plus des Films sei die Besetzung. Insgesamt fehle dem Film aber ein roter Faden, der die Handlung zusammenhalten könnte. So bleibe man am Schluss ziemlich ratlos zurück, was man da gerade gesehen hat.
Tilmann P. Gangloff befand auf evangelisch.de, dass die Thrillerkomödie mit ihren vielen Kapriolen ein äußerst ungewöhnlicher Stoff sei. Nicht anstößig zwar, aber auch aufgrund der vielen bizarren Nebenfiguren aus Sicht des Stammpublikums mutmaßlich mindestens befremdlich. Der ausgeprägte Dialekt sei stellenweise schlicht unverständlich. Nach dem äußerst turbulenten Beginn gehe dem Film ein wenig die Puste aus, es mache aber weiterhin Spaß, dem zentralen Duo zuzuschauen.
Oliver Armknecht bewertete den Film auf film-rezensionen.de mit sechs von zehn Punkten, dieser sei sehenswerter als die vorangegangenen Stadtkomödien. Aufgrund der verrückten Figuren sei die Produktion amüsant, auch wenn einiges ziellos vor sich hin plätschere.
Heike Hupertz meinte in der Frankfurter Allgemeinen Zeitung, dass die Story herrlich durchgedreht sei, allerdings zu sehr mit Gags für Insider gespickt. Manche würden den Film für eine geniale Satire halten, die Begeisterung stehe und falle mit dem Ausmaß der Einsicht in den Betrieb. Für andere als Insider möge diese Produktion als groteskhumoriges Stück eine originelle Abwechslung im Problemfilm-Einerlei des ARD-Mittwochsfilms sein.
Quote
Die Erstausstrahlung im Ersten am 26. April 2023 wurde von 3,06 Millionen Personen verfolgt, der Marktanteil betrug 12 Prozent.

## Auszeichnungen und Nominierungen
Romyverleihung 2023
- Auszeichnung in der Kategorie Bester Film TV/Stream[19]